# MR-63
Le MR-63 est un type de rames sur pneumatiques commandées en 1963 par la ville de Montréal pour son métro alors en construction. La compagnie Canadian Vickers obtient ce contrat de construction de 369 voitures formant 123 éléments, similaires aux MP 59 du métro de Paris, qu'elle livre pour l'ouverture en 1966. 
Ces voitures furent utilisées sur toutes les lignes du métro de Montréal. Trente-trois des 369 MR-63 livrées furent détruites lors d'incendies en 1971 et 1974, et les 336 autres furent retirées graduellement entre l'été 2017 et le printemps 2018, remplacées par les MPM-10.
Leur remplacement a conduit à une réflexion sur l'usage en fin de vie des rames. La Société de transport de Montréal (STM) a lancé un appel d'offres en 2016 qui a permis de valoriser de nombreuses voitures en fin de vie dans sept projets.

## Description

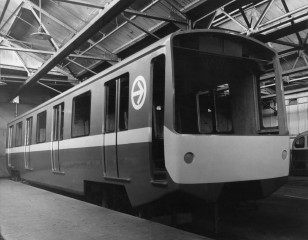
Une voiture MR-63 en construction, en 1963.

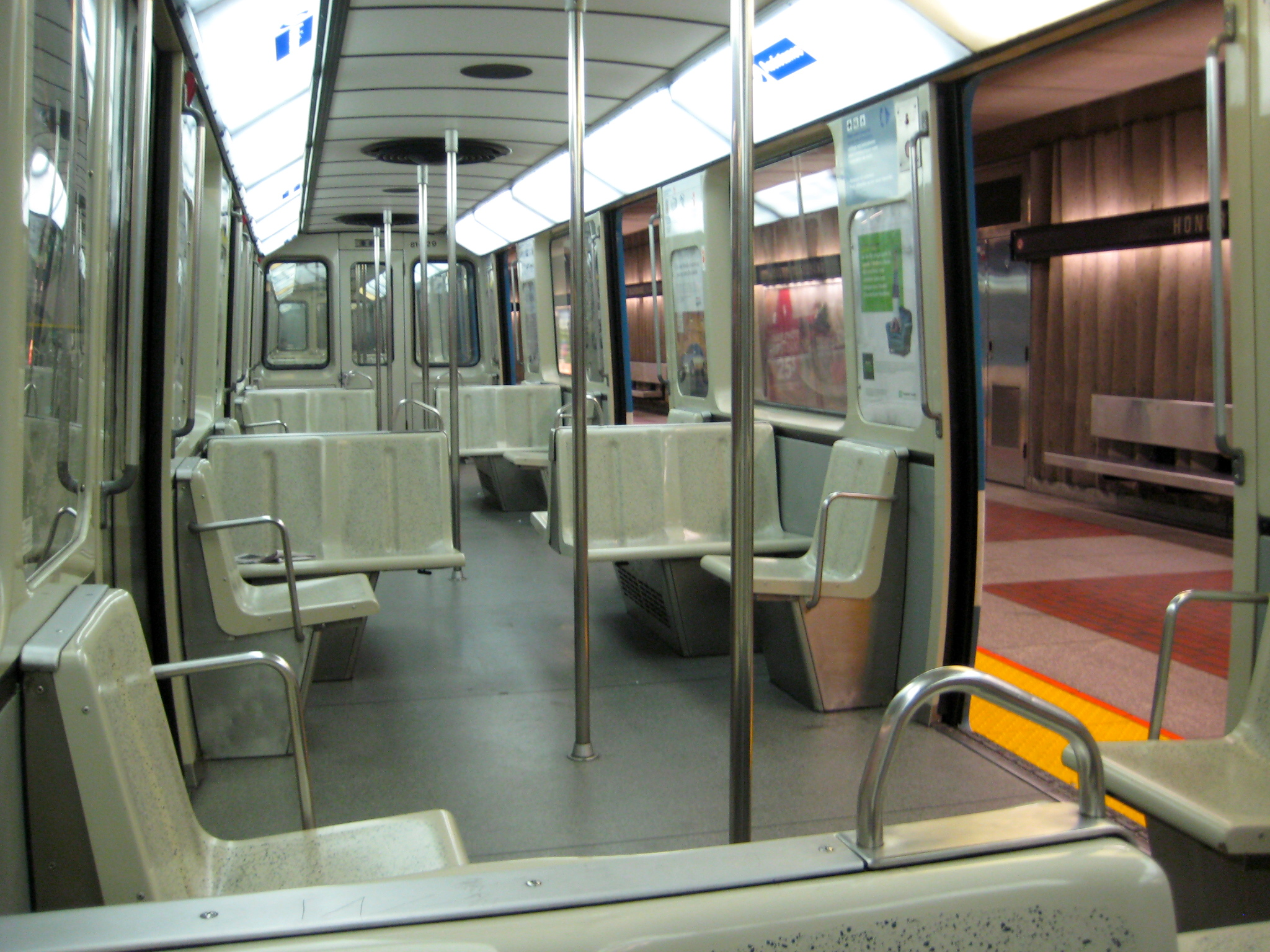
Vue intérieure (un des anciens styles d'intérieur pré-2008).

Les voitures sont faites d'un alliage d'acier léger, mesurent 2,5 mètres de largeur par 16 mètres de long et comportent quatre portes coulissantes à deux battants de chaque côté. On y retrouve 40 sièges et de la place pour environ 60 passagers debout mais leur capacité totale de charge est de 160 passagers. Les éléments sont composés de trois voitures, ayant une motrice à chaque extrémité, mais peuvent être assemblées en multiples rames. Les motrices comportent une loge pour un conducteur. En général, les trains ont trois éléments sauf sur la ligne bleue qui ne compte que deux éléments, mais les MR-63 n'étaient pas affectée à cette ligne. L'élément de queue a ses motrices faisant face vers l'arrière de telle sorte que le train pouvait être changé de direction de roulement aux terminus sans nécessiter une plaque tournante, juste un aiguillage.
Chaque voiture est montée sur deux bogies, chacun ayant quatre pneus et quatre roues d'acier de secours. Comme elles roulent sur des pneus, ils sont très silencieux par rapport à des trains sur rails et peuvent monter des pentes plus abruptes, jusqu'à 6,5 %. Elles furent munies de chauffage que leur opération sous terre ne nécessita nullement et on dut y améliorer la ventilation, entre autres en remplaçant les vitres des portes de service avant et arrière par des grillages. Il est toutefois à noter que des vitres subsistent toujours dans certaines voitures.
Leur démarrage et freinage utilisent des rhéostats, aussi appelé système à cames. C’est un appareil électromécanique qui insère des résistances au démarrage et qui les enlève au fur et à mesure que le train accélère, selon une séquence programmée à l’avance. C’est un système qui fonctionne relativement bien, mais qui est complexe, qui requiert un entretien fréquent et qui relâche beaucoup de chaleur.
Elles ont des freins électromagnétiques qui agissent sur des roulettes guides latérales qui s'appuient sur des barres verticales. Le freinage mécanique est assuré par des sabots de bouleau jaune, imbibés d'huile d'arachide comme dissipateur de friction, appliqués sur les roues d'acier lorsque le train passe sous les 10 km/h. Le freinage cause la cuisson de cette huile, ce qui donne une odeur caractéristique de maïs soufflé brûlé quand on entre dans le métro. Leur système de frein et moteurs est très efficace et leur permet de minimiser le temps d'accélération et de décélération en station. 
En 1971, trois éléments de MR-63 (le 40, 41 et 42) ont été équipés de hacheurs Jeumont-Canron afin de servir comme prototypes pour les futurs trains MR-73. Tandis que le 40 a été réquisitionné afin de servir pour les pièces de remplacement des 41 et 42, ces derniers roulaient toujours sur la ligne verte en 2016. Leur avenir est devenu incertain à cause des nouveaux MPM-10, ils furent graduellement retirés de la circulation, le dernier train terminant son service le 21 juin 2018. 
En 2003, soit trente-sept ans après leur entrée en service, chacune de ces voitures originales avait parcouru plus de trois millions de kilomètres. La compagnie qui les a construites n'existe plus et les pièces de rechange sont usinées par le personnel d'entretien de la STM ou par des sous-traitants québécois, par exemple les pare-brises sont faits par une compagnie de la région de la Beauce.

## Renouvellement
| Paramètre                                                                             | MR-63        |
| ------------------------------------------------------------------------------------- | ------------ |
| Masse totale de la motrice (excluant les passagers)                                   | 26 080 kg    |
| Masse du caisson (excluant les bogies et les passagers)                               | 13 030 kg    |
| Masse d'un bogie (complètement opérationnel)                                          | 6 525 kg     |
| Masse d'un essieu incluant arbres et moyeux (excluant roues d'acier, pneus et jantes) | 1 005 kg     |
| Masse d'une moitié de l'arbre                                                         | 24-28 kg     |
| Masse d'un moyeu de roue                                                              | 76-82 kg     |
| Masse d'une roue d'acier                                                              | 144 à 163 kg |
| Masse d'un pneu (excluant la jante)                                                   | 68 kg        |
| Masse d'une jante                                                                     | 51 kg        |
| Masse de la bague entre le bogie et l'essieu (4/essieu)                               | 8 kg         |

Les motrices sont complètement rénovés en 1983 et des rénovations de toute la flotte ont eu lieu de 1991 à 1993. Arrivant bientôt à la fin de leur vie utile au milieu des années 2000, la Société de transport de Montréal (STM) a négocié le remplacement de ces voitures, et des MR-73, avec le gouvernement du Québec. Le  11 mai 2006 ce dernier a annoncé que Bombardier avait été le seul autorisé à discuter avec la STM en vue du renouvellement de gré à gré du matériel dont la construction serait principalement faite dans leur usine de La Pocatière et avec une livraison débutant en 2010. Cette nouvelle a déclenché une série de rebondissements qui ont plusieurs fois retardé la résolution du problème.
La société française Alstom étant exclu de la négociation a contre-attaqué en demandant à la Cour supérieure du Québec de se pencher sur le sujet et a requis le 11 mai 2007 une injonction pour faire cesser les discussions entre Bombardier et la STM afin de ne pas rendre son action en cour caduque. Un juge a entendu la demande en septembre 2007 et a rendu une décision en faveur de Alstom en janvier 2008. Le 6 février 2008, le ministre du développement économique du Québec, Raymond Bachand, a déclaré que le gouvernement du Québec ne ferait pas appel de la décision de la Cour supérieure et a décidé d'aller en appel d'offres afin de ne pas retarder la livraison,.
Un consortium formé par Bombardier et Alstom a été retenu à l'automne 2008. La demande de 1,8 milliard $Can du consortium, alors que l'estimation initiale était de 1,2 milliard $Can, était sujette à des contre-propositions par la STM. Selon un document du Ministère des Transports du Québec de février 2009, il était prévu en 2009-2010 une première tranche de 100 millions $Can pour l'acquisition de 336 voitures neuves en remplacement des vieilles MR-63. Cependant, les négociations pour l'entente finale retardèrent leur versement. 
Pour diminuer le coût par rame, les négociations entre la ville et le consortium ont mené à augmenter la commande. Dans un nouveau rebondissement, à l'hiver 2010, de nouvelles soumissions pour le travail ont été faites par une compagnie chinoise, Zhuzhou Electric Locomotive, et une autre espagnole (Construcciones y auxiliar de ferrocarriles) prétextant que l'offre ne correspondait plus à la demande originale et devait faire l'objet d'une nouvelle soumission. En avril 2010, la ville de Montréal a divulgué le résultat d'une analyse qui rejette l'offre chinoise, comme ne correspondant pas aux critères (ceux-ci offrant des voitures sur fer plutôt que sur pneumatique), mais considérant celle de CAF comme potentiellement acceptable. Le 13 juillet 2010, la Société de Transport de Montréal (STM) a annoncé que l'étude des experts sur la proposition de CAF lui permettait de soumissionner. La STM a donc voté de lancer un nouvel appel d'offres international à l’automne pour le remplacement des voitures du métro de Montréal (765 voitures avec des options d'achat pour 288 voitures additionnelles). Le gouvernement du Québec a décidé de ne pas intervenir dans ce nouvel appel qui pourrait signifier des délais supplémentaires de 12 à 24 mois, selon le président de la STM Michel Labrecque. 
En réaction, le consortium Bombardier-Altsom a fait une demande d’annulation de cette décision le 17 août en Cour supérieure du Québec. Il allégua que CAF ne correspondait pas à la demande de vue capacité technique et que le rapport des experts de la STM était fautif. En effet, le consortium affirme que l'expertise de ce fabricant, pour la production de voitures de métro roulant sur des pneumatiques, se limite à deux contrats récents pour les métros de Mexico et de Santiago du Chili. Ceux-ci ne portaient que sur un faible nombre de voitures dont le dessin technique critique des bogies avait de toute façon été fait par Bombardier. De plus, CAF n'avait aucune installation au Canada et ne pouvait donc prétendre être capable de fournir le contenu canadien de 60 % exigé dans l’appel d’offres.
Le 5 octobre 2010, au moment où la STM était pour aller en appel d'offres, le premier ministre Jean Charest a annoncé le dépôt d'un projet de loi pour l'acquisition de gré à gré des nouvelles voitures de Bombardier-Alstom, avec des articles pour que les concurrents ne puissent aller en cour pour l'invalider. Invoquant l'urgence du remplacement, le gouvernement québécois a négocié un prix à la baisse de près de 1 million $Can par voiture avec le consortium. Le coût total s'élèverait à 1,3 milliard $Can pour 468 voitures. Les partis d'opposition se sont montrés sceptiques sur les motifs de cette décision de dernière minute qui semble être plus électoraliste, par la préservation d'emplois dans un comté électoral du parti au pouvoir, qu'économique. Les nouvelles voitures porteront le nom de MPM-10 pour matériel pneumatique de Montréal acquis en 2010,.
En 2011, après avoir essayé divers prototypes, la STM décide de procéder à une rénovation à peu de frais de ses voitures MR-63. En effet, prévoyant le temps avant l'arrivée des nouveaux MPM-10 et l'augmentation de l'achalandage causant la saturation de ses voitures, on retire les sièges simples qui se retrouvent dans les sections à avant et arrière de chaque voiture. Les poteaux existants pour les passagers debout sont coupés dans le bas et le haut afin d'ajouter une nouvelle pièce qui en fait des tripodes pour accommoder la plus grande quantité de passagers debout. Finalement, dans les sections centrales des voitures où les sièges simples sont conservés, on appose des étiquettes sur deux des quatre sièges simples de chaque section pour qu'ils soient réservés aux personnes à mobilité réduite. Ces réaménagements beaucoup plus modestes que ceux effectués précédemment sur les MR-73 s'expliquent par le peu de temps que les MR-63 resteront encore en service, bien que ces modifications soient nécessaires pour assurer le service dans les quelques prochaines années.

## Parc
Chaque élément est constitué de deux motrices encadrant une remorque, attelés ensuite pour former des rames de deux ou trois éléments.
La numérotation initiale est la suivante :
- Motrices : 81-1501 à 81-1746 ;
- Remorques : 80-0001 à 80-0123.

Avec la livraison des MR-73, le premier chiffre situé après le tiret a été supprimé, modifiant la numérotation comme suit :
- Motrices : 81-501 à 81-746 ;
- Remorques : 80-001 à 80-123.

Le premier élément est composé comme suit : 81-501 + 80-001 + 81-502. Le 123e et dernier élément est composé comme suit : 81-745 + 80-123 + 81-746.

## Revalorisation après renouvellement
Le remplacement des MR-63 du métro de Montréal par les nouvelles voitures Azur a conduit à une réflexion sur l'usage en fin de vie des rames. Un total de 363 voitures MR-63 ont été envoyées au recyclage. Un appel de projets, lancé par la Société de transport de Montréal (STM) en 2016, a permis de valoriser de nombreuses voitures en fin de vie. Une trentaine de soumissions ont été évaluées et sept projets ont pu obtenir une ou plusieurs rames.
Pour n'en citer que deux : le projet de Polytechnique Montréal, école d'ingénierie et le projet MR-63. Le premier a été piloté par un comité étudiant et a nécessité une logistique importante, notamment à cause du démantèlement d'une façade vitrée et de l'ajout de poutres structurelles pour pouvoir faire entrer et soutenir la rame de métro qui sert désormais à fournir aux universitaires un espace de travail créatif et zen destiné à les sensibiliser à l'importance de la santé mentale. Le projet MR-63 est encore en cours en 2024 et prévoit la conception d'un bâtiment autour de 8 rames de métro dont l'usage principal sera basé sur 4 axes : (re)découvrir la créativité locale (art, design, gastronomie), célébrer la diversité et le vivre ensemble, honorer le patrimoine et valoriser les pratiques écoresponsables.